# Provincia de Uvs
La aymag de Uvs (en mongol: Увс аймаг) es una de las 21 aymags (provincias) de Mongolia. Está situada en el oeste del país, del cual toma una extensión de 69 600 kilómetros cuadrados para una población total de 90 037 habitantes (datos de 2000). Su capital es Ulaangom.